# Władysław Hegel

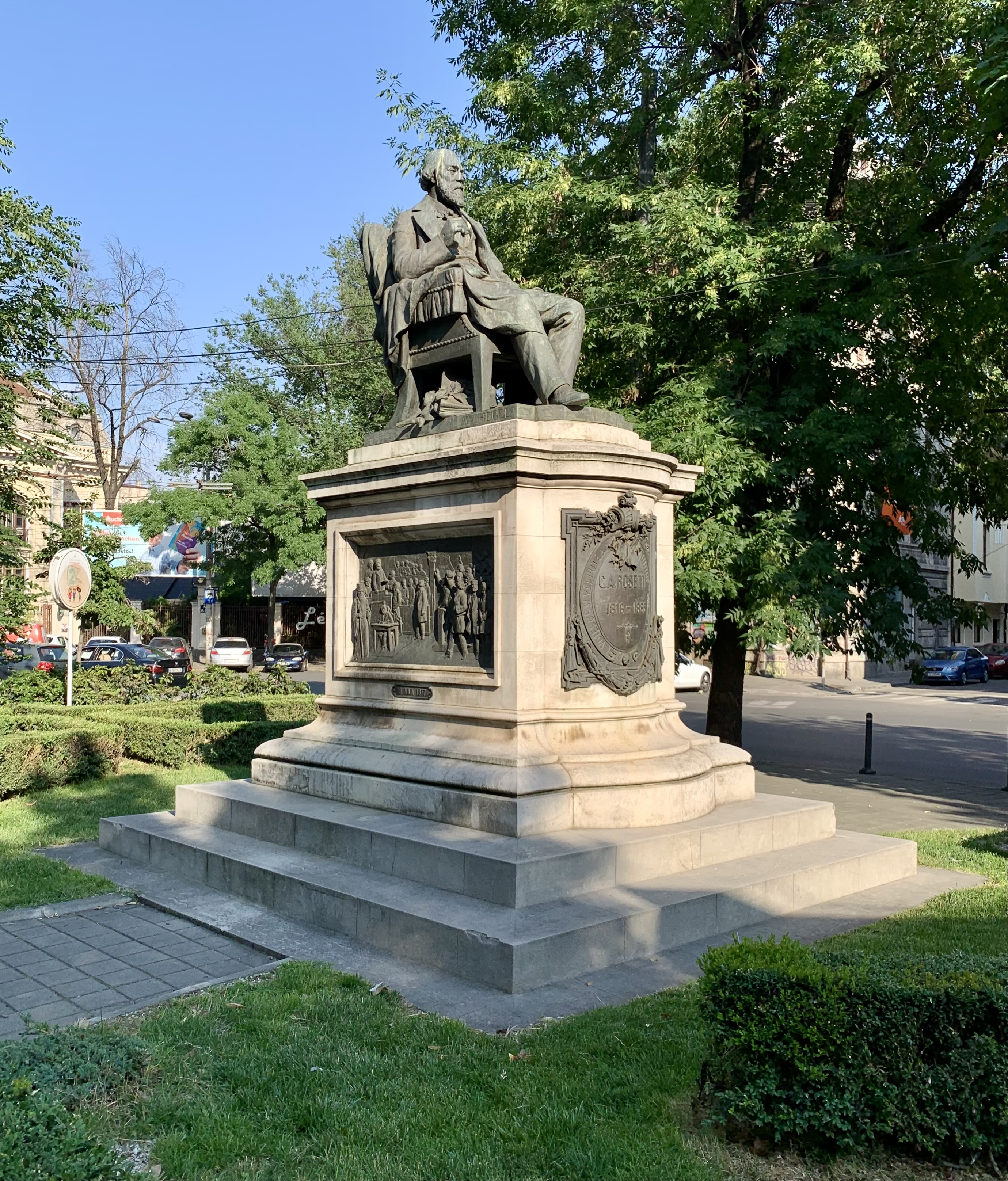
Pomnik Rosettiego w Bukareszcie, odlany w brązie w roku 1903

Władysław Hegel, Vladimir Hegel (ur. 13 kwietnia 1838 w Warszawie, zm. w 1918) – polski i rumuński rzeźbiarz oraz nauczyciel rzeźbiarstwa.
Był synem rzeźbiarza Konstantego, który zaczął go uczyć rzeźbiarstwa. W roku 1861 wstąpił do Szkoły Sztuk Pięknych w swoim rodzinnym mieście, ale wkrótce potem przeniósł się do Paryża i kontynuował tam studia na uczelni, m.in. u takich rzeźbiarzy jak François Jouffroy, Yves Collet oraz Pierre Louis Rouillard. Po studiach tworzył we Francji, a od 1885 w Rumunii, gdzie osiadł na stałe w Bukareszcie, ucząc do roku 1909 w tamtejszych szkołach sztuk pięknych, od 1891 jako profesor w  Şcoala de arte şi meserii (szkole sztuk i rzemiosł), a od 1898 w jednej z nich jako profesor rzeźby i rysunku, obejmując tę posadę po zmarłym Ionie Georgescu. Uczniami Hegla był m.in. Constantin Brâncuși i Dimitrie Paciurea.
W czasie pracy we Francji specjalizował się w tworzeniu medalionów i popiersi, natomiast w Rumunii oprócz popiersi (m.in. królowej Elżbiety) został też autorem licznych rzeźb monumentalnych, w tym wykonanego w 1888 posągu Mirona Costina w Jassach i posągu Constantina Rosettiego w 1903 w Bukareszcie. Tworzył w stylu neoklasycystycznym i uważany jest za wybitnego reprezentanta tego stylu w Rumunii. Swoje dzieła wykonywał w brązie, marmurze lub gipsie. 
Jedna praca artysty znajduje się w zbiorach Muzeum Narodowego w Krakowie, a inne w  rumuńskich muzeach (m.in. w Muzeul Militar Național, Muzeum Sztuk Pięknych w Bukareszcie).